# Bžeduhi
Bžeduhi (Bžedugi; Бжедухи, Бжедуги. Sami sebe zovu бжъэдыгъу), jedno od adigejskih skupana koji su izvorno živjeli na Kavkazu između Tuape i Sočija. Bili su podijeljeni na dva plemena: Čerčinejevci (черчинеевцы; ili Čečenaj) i Hamiš ili Hamišejevci (хамышеевцы) koji su se bavili uzgajem stoke i ratarstvom. Srodni su Temirgojevcima.